# Fush Yu Mang
Fush Yu Mang, lanzado el 8 de julio de 1997, es el primer álbum de estudio del grupo de rock de San José, California, Smash Mouth. Incluye a su primer éxito comercial, la canción "Walkin' on the Sun". El título del álbum fue sacado de una línea ("fuck you, man!", en español, "jódete, tío!") dicha por Al Pacino en la película Scarface (una canción, "Padrino", contiene la línea "I'll take any flick with Al Pacino", en español, "vería cualquier película con Al Pacino"). En la portada del álbum está el grupo en el Ford Falcon Squire de 1962 de Greg Camp viajando por el espacio con un brazo estirado mostrando el dedo medio. El título está escrito con una letra estilizada pseudo asiática. El álbum también incluye un cover de la canción de War, Why Can´t We Be Friends?. La primera versión tenía una etiqueta de Parental Advisory, aunque fue removida para lanzamientos posteriores.

## Lista de canciones
Todas las canciones escritas por Smash Mouth (Greg Camp), a menos que se indique lo contrario:
1. "Flo" – 2:13
2. "Beer Goggles" – 2:01
3. "Walkin' on the Sun" – 3:27
4. "Let's Rock" – 2:50
5. "Heave-Ho" – 3:47
6. "The Fonz" – 3:39
7. "Pet Names" – 2:20
8. "Padrino" – 3:45
9. "Nervous in the Alley" – 2:32
10. "Disconnect the Dots" – 2:49
11. "Push" – 2:50
12. "Why Can't We Be Friends?" (War, Jerry Goldstein) – 4:50

## Créditos

### Smash Mouth
- Steve Harwell – vocalista principal
- Paul De Lisle – bajo, coros
- Greg Camp – guitarras, coros
- Kevin Coleman – batería
- Michael Klooster – teclados, programación, coros

### Personal adicional
- Eric Valentine - percusión
- Les Harris - saxofón
- John Gibson - trompeta
- John Gove - trombón